# Humphrey Hose
Humphrey Hose (Willemstad, Curazao, 4 de mayo de 1947) es un extenista profesional de Curazao que representó a Venezuela en la Copa Davis.

## Biografía
Nació en Curazao y se convirtió en el campeón nacional de tenis a la edad de 18 años. Se mudó a Venezuela en 1965 y comenzó a representar a su país adoptivo en la competencia de la Copa Davis.
De 1967 a 1971, jugó el tenis colegial en los Estados Unidos con la Universidad de Corpus Christi, ganando la selección NCAA All-American en su último año.
Después de graduarse, compitió en el circuito de tenis Grand Prix. Ganó el título de dobles en el Pennsylvania Lawn Tennis Championships en 1974, con Roy Barth. Con el mismo compañero, hizo la tercera ronda de dobles masculinos en el US Open 1974.
Jugó un total de 16 partidos en la Copa Davis para Venezuela, el último en 1979. Terminó con un récord de 17/26, con 13 de esos triunfos en singles, uno de los cuales superó al estadounidense Dick Stockton en Caracas en 1976.
Desde 1980, ha vivido en Aruba, donde trabaja como entrenador de tenis. Fue capitán del equipo de Copa Davis de Aruba en 2007.

## Títulos ATP

### Dobles (1)
| N.º | Año  | Torneos      | Superficie | Pareja    | Oponentes                 | Resultado |
| --- | ---- | ------------ | ---------- | --------- | ------------------------- | --------- |
| 1.  | 1974 | Pennsylvania | Dura       | Roy Barth | Mike Machette Fred McNair | 7–6, 6–2  |

#### Finalista (1)
| N.º | Año  | Torneos    | Superficie | Pareja      | Oponentes                | Resultado |
| --- | ---- | ---------- | ---------- | ----------- | ------------------------ | --------- |
| 1.  | 1972 | Cincinnati | Dura       | Paul Gerken | Bob Hewitt Frew McMillan | 6-7, 4-6  |